# Мампали
Мампали (груз. მამფალი) — династический титул в средневековой Грузии (конец VIII—X века), который обычно носили князья из Багратионов, не обладающие византийскими титулами. Означает сеньор или господин. Это соединение слов mama — «отец» и upali — «лорд». Следующие Багратионы занимали титул мампали:
- Гуарам Мампали
- Гурген I Мампали
- Сумбат I Мампали
- Баград I Мампали
- Давид Мампали